# Суор-Уята
Суор-Уята — кряж в России, на севере Якутии. Наивысшая точка находится в горах Салыр-Тас — 512 м. На западе кряж переходит в хребет Улахан-Сис. На кряже берет начало несколько крупных рек. Кряж находится в субарктическом климате, в горной тундре.